# Jávai nyelv
A jávai nyelv az u. n. maláj nyelvek családjához tartozik. Régóta ki lévén téve az ind műveltség behatásának, a fejlődésnek magasabb fokát érte el, mint többi rokonai. Különösen a keleti rész tájszólása, mely műveltebb, hajlékonyabb a nyugatinál, mutathat föl indiai elemeket. A nyugati szójárás ellenben eredetibb szókincsében s több benne a hamisítatlan jávai. Egy mesterséges, a szanszkrithoz szótárára nézve igen közel álló nyelvet, a kavit használták a tanultabb jávaiak irodalmi célokra. Számos költeményt irtak ezen a tudós nyelven, több-kevesebb sikerrel utánozva a nagy ind irókat. Jó gyüjteményét adta ki a jávai prózai műveknek a Poensen Bloemlezing uit Javaansche Proza-Geschriften (Lejda 1892). Jávai nyelvtant és szótárt irt francia nyelven Favre, Grammaire javanaise (Páris 1866) és Dictionnaire javanais français (Bécs 1870). Legtöbb szótár és egyéb segédeszköz a jávai és kavi nyelvre holland nyelven jelent meg: Bruckner, Proeve eener Javaansche spraakkunst (Szerampor 1830); Fokker, Volledige leercursus in brieven (Zutph. 1890); Gericke, Javaansch Nederd. handwoordenboek of nieuw bewerkt door Roorda en A. C. Vreede (Amsterdam 1875 és bővítve 1886); Hollander, Handliding bij de beoefening d. Javaansche taat (Lejda 1886); Jansz, Supplement op het Javaansch-Nederd. woordenboek van Gericke (Szamarand 1883). A kavi nyelvről Humboldt V. alapvető munkáján, Die Kawi-Sprache auf d. Insel Java (Berlin 1838-1839) kivül Kern H. Kawi en Javaansch (Hága 1879) és Un dictionnaire sanskrit-kavi (Lejda 1884).

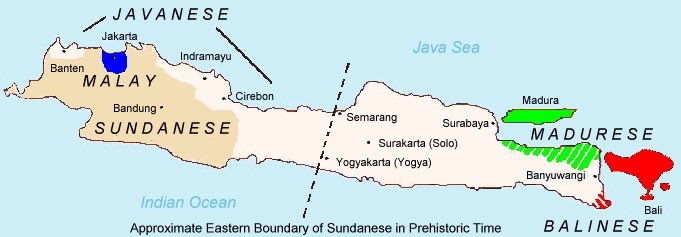
A jávai nyelv elterjedése Jáván